# The Noose Hangs High
The Noose Hangs High es una película de comedia del oeste de 1948 dirigida por Charles Barton y protagonizada por el equipo de comedia de Abbott y Costello. Fue lanzado el 5 de abril y distribuido por Eagle-Lion Films.

## Reparto
- Bud Abbott .... Ted Higgins
- Lou Costello .... Tommy Hinchcliffe
- Joseph Calleia .... Nick Craig
- Leon Errol .... Julius Caesar 'J.C.' McBride
- Cathy Downs .... Carol Blair
- Mike Mazurki .... Chuck
- Fritz Feld .... psiquiatra